# Le Chalon
Le Chalon är en kommun i departementet Drôme i regionen Auvergne-Rhône-Alpes i sydöstra Frankrike. Kommunen ligger i kantonen Romans-sur-Isère 2e Canton som tillhör arrondissementet Valence. År 2022 hade Le Chalon 200 invånare.

## Befolkningsutveckling
Antalet invånare i kommunen Le Chalon
Referens:INSEE